# (14018) 1994 PM14
A (14018) 1994 PM14 a Naprendszer kisbolygóövében található aszteroida. Eric Walter Elst fedezte fel 1994. augusztus 10-én.

## Kapcsolódó szócikk
- Kisbolygók listája (14001–14500)